# Carmen Dolores
Carmen Dolores Cohen Sarmento Veres GOIH • DmSE • GOM (Lisboa, 22 de abril de 1924 — Lisboa, 16 de fevereiro de 2021) foi uma atriz e escritora portuguesa.

## Biografia
Nasceu a 22 de abril de 1924, em Lisboa.
Filha de José de Matos Sarmento de Beja (Coimbra, São Bartolomeu, 20 de setembro de 1869 - Lisboa, 9 de novembro de 1939) e de sua mulher (Madrid, 29 de outubro de 1906) María del Pilar Manuela Cohen y Muñoz (Madrid, 31 de dezembro de 1889 - Lisboa, 5 de julho de 1960), de ascendência espanhola e judaica. Foi irmã do já falecido ator António Sarmento.
Frequentou o Liceu D. Filipa de Lencastre e teve como professor e mestre Manuel Lereno. Deu-se a conhecer através da rádio, em teatro radiofónico na RCP onde se iniciou aos 12 anos, ao lado de nomes como Rogério Paulo, Alves da Costa, Isabel Wolmar, Laura Alves, Álvaro Benamor e Josefina e António Silva. Aos 19 anos estreia-se no cinema, como protagonista de Amor de Perdição (1943), adaptação de António Lopes Ribeiro do romance de Camilo Castelo Branco. Seguir-se-á Um Homem às Direitas (1945) de Jorge Brum do Canto, A Vizinha do Lado (1945) de Lopes Ribeiro e Camões (1946) de José Leitão de Barros.
Aparece no teatro em 1945, integrada na Companhia Os Comediantes de Lisboa, sediada no Teatro da Trindade, depois foi somando sucessos.
Casou em Vila Nova de Gaia, Santa Marinha, a 30 de abril de 1947 com Vítor Manuel Carneiro Veres (Lisboa, 13 de junho de 1917 - Lisboa, 18 de abril de 2011), engenheiro, filho de Manuel Henriques Veres e de sua mulher Josefina Aurora Carneiro.
Em 1951 passou para o palco do Teatro Nacional D. Maria II, sob a direção de Amélia Rey Colaço, com diversos sucessos de que se salienta Frei Luís de Sousa de Almeida Garrett.
Criou, com outros atores, o Teatro Moderno de Lisboa, no palco do Cinema Império, tendo desenvolvido um projeto que levou à cena novas encenações de peças de autores consagrados como Fiódor Dostoiévski, William Shakespeare, August Strindberg ou José Cardoso Pires.
Viveu sete anos em Paris. Na década de 80 trabalhou no cinema com José Fonseca e Costa, em A Mulher do Próximo (1988) e Balada da Praia dos Cães (1987). Em 1998 foi dirigida por Diogo Infante em Jardim Zoológico de Cristal de Tennessee Williams, no Teatro Nacional.
Apareceu esporadicamente em televisão, nas telenovelas Passerelle, A Banqueira do Povo e A Lenda da Garça.
Abandonou os palcos em 2005 com a peça Copenhaga, de Michael Frayn, encenada por João Lourenço.
Em julho de 2018, foi condecorada pelo Presidente da República, Marcelo Rebelo de Sousa, com as insígnias de Grande-Oficial da Ordem do Mérito, no âmbito de uma homenagem no Teatro da Trindade à atriz, que incluiu a estreia da peça Carmen inspirada nas suas memórias, e o batismo da sala principal com o seu nome.
Carmen Dolores foi ainda distinguida com o grau de Grande-Oficial da Ordem do Infante D. Henrique, atribuído pelo Presidente da República Jorge Sampaio, com a Medalha de Ouro da Câmara Municipal de Lisboa, o prémio Sophia de Carreira, da Academia Portuguesa de Cinema, e o Prémio António Quadros de Teatro, entre outros galardões.
Faleceu a 16 de fevereiro de 2021, aos 96 anos de idade, em Lisboa. O funeral realizou-se a 19 de fevereiro, seguindo da Igreja de Nossa Senhora de Fátima para o Cemitério do Lumiar, em Lisboa, onde foi sepultada.

## Obras
- Retrato inacabado (1984, O Jornal, Lisboa )[10]
- No palco da memória (2013, Porto Editora, Porto)[11]
- Vozes Dentro de Mim (2017)[12]

## Televisão
| Ano  | Projeto                    | Personagem     | Canal | Notas |
| ---- | -------------------------- | -------------- | ----- | ----- |
| 1964 | O Óleo                     |                | RTP   |       |
| 1966 | A Bela Doroteia            |                |       |       |
| 1967 | Frei Luís de Sousa         |                |       |       |
| 1968 | A Chave                    |                |       |       |
| 1972 | A Senhora das Brancas Mãos |                |       |       |
| 1987 | Cobardias                  |                |       |       |
| 1988 | Passerelle                 | Maria do Carmo |       |       |
| 1990 | Chuva de Maio              | Teresa         |       |       |
| 1991 | Claxon                     | Miranda Buick  |       |       |
| 1993 | A Viúva do Enforcado       |                |       |       |
| 1993 | A Banqueira do Povo        | Tininha        |       |       |
| 1999 | A Lenda da Garça           | Beatriz Bessa  |       |       |
| 2000 | Casa da Saudade            | Elvira Lago    |       |       |

## Cinema
- Amor de Perdição (1943)
- Um Homem às Direitas (1945)
- A Vizinha do Lado (1945)
- Camões (1946)
- Três Espelhos (1947)
- A Garça e a Serpente  (1952)
- O Princípio da Sabedoria (1975)
- Balada da Praia dos Cães (1987)
- A Mulher do Próximo (1988)

## Teatro
| Ano  | Peça                                                               | Autor                          | Companhia                                                                            | Notas                |
| ---- | ------------------------------------------------------------------ | ------------------------------ | ------------------------------------------------------------------------------------ | -------------------- |
| 1945 | Electra, a Mensageira dos Deuses                                   | Jean Giraudoux                 | Os Comediantes de Lisboa                                                             | [ 13 ]               |
| 1946 | Cinco judeus alemães                                               | Karl Roeszler                  | Os Comediantes de Lisboa                                                             | [ 13 ]               |
| 1946 | Pétrus (Pedro Feliz)                                               | Marcel Achard                  | Os Comediantes de Lisboa                                                             | [ 13 ]               |
| 1946 | A massaroca                                                        | Pedro Muñoz Seca               | Os Comediantes de Lisboa                                                             | [ 13 ]               |
| 1947 | O cadáver vivo                                                     | Tolstoi                        | Os Comediantes de Lisboa                                                             | [ 13 ]               |
| 1952 | Vestido de Noiva                                                   | Nelson Rodrigues               | Rey Colaço-Robles Monteiro (Teatro Nacional D. Maria II)                             | [ 14 ] [ 15 ]        |
| 1952 | Sonho de uma Noite de Verão                                        | Shakespeare                    | Rey Colaço-Robles Monteiro (Teatro Nacional D. Maria II)                             | [ 14 ] [ 15 ]        |
| 1953 | Casaco de fogo                                                     | Romeu Correia                  | Rey Colaço-Robles Monteiro (Teatro Nacional D. Maria II)                             | [ 13 ]               |
| 1953 | Castelos no ar                                                     | Jean Anouilh                   | Rey Colaço-Robles Monteiro (Teatro Nacional D. Maria II)                             | [ 16 ]               |
| 1954 | Frei Luís de Sousa                                                 | Almeida Garrett                | Rey Colaço-Robles Monteiro (Teatro Nacional D. Maria II)                             | [ 16 ]               |
| 1956 | Astúcias de Scarpin                                                | Molière                        | Rey Colaço-Robles Monteiro (Teatro Nacional D. Maria II)                             | [ 16 ]               |
| 1956 | Alguém terá de morrer                                              | Luiz Francisco Rebello         | Rey Colaço-Robles Monteiro (Teatro Nacional D. Maria II)                             | [ 14 ] [ 15 ]        |
| 1957 | Para cada um sua verdade                                           | Pirandello                     | Rey Colaço-Robles Monteiro (Teatro Nacional D. Maria II)                             | [ 16 ]               |
| 1957 | Dona Inês de Portugal                                              | Alejandro Casona               | Rey Colaço-Robles Monteiro (Teatro Nacional D. Maria II)                             | [ 15 ]               |
| 1958 | O Gebo e a Sombra                                                  | Raul Brandão                   | Teatro de Sempre (Teatro Avenida)                                                    | [ 14 ] [ 15 ]        |
| 1959 | O Fim do Caminho                                                   | Allan L. Martin                |                                                                                      | [ 14 ] [ 15 ]        |
| 1959 | Seis Personagens Em Busca de Autor                                 | Pirandello                     | Teatro de Sempre (Teatro Avenida)                                                    | [ 14 ] [ 15 ] [ 17 ] |
| 1959 | Lucy Crown                                                         | Irwin Shaw                     | Teatro Nacional Popular (Teatro da Trindade)                                         | [ 13 ]               |
| 1959 | Amor de Dom Perlimplim com Belisa em seu Jardim                    | García Lorca                   | Teatro Nacional Popular (Teatro da Trindade)                                         | [ 13 ]               |
| 1961 | O tinteiro                                                         | Carlos Muñiz                   | Teatro Moderno de Lisboa (Cinema Império)                                            | [ 18 ]               |
| 1962 | Humilhados e ofendidos                                             | Dostoievski                    | Teatro Moderno de Lisboa (Cinema Império)                                            | [ 19 ]               |
| 1963 | Os três chapéus altos                                              | Miguel Mihura                  | Teatro Moderno de Lisboa (Cinema Império)                                            | [ 20 ]               |
| 1964 | Dente por dente                                                    | Shakespeare                    | Teatro Moderno de Lisboa (Cinema Império)                                            | [ 21 ]               |
| 1964 | O dia seguinte                                                     | Luiz Francisco Rebello         | Teatro Moderno de Lisboa (Cinema Império)                                            | [ 13 ]               |
| 1965 | O render dos heróis                                                | José Cardoso Pires             | Teatro Moderno de Lisboa (Cinema Império)                                            | [ 22 ]               |
| 1969 | Dança da morte                                                     | Strindberg                     | Casa da Comédia                                                                      | [ 14 ] [ 15 ]        |
| 1969 | Forja                                                              | Alves Redol                    | Teatro Laura Alves                                                                   | [ 13 ]               |
| 1972 | A dança da morte em doze assaltos                                  | Friedrich Dürrenmatt           | Casa da Comédia                                                                      | [ 13 ]               |
| 1972 | Alice nos jardins do Luxemburgo                                    | Romain Weingarten              | Casa da Comédia                                                                      | [ 13 ]               |
| 1975 | As espingardas da Mãe Carrar                                       | Brecht                         | Casa da Comédia                                                                      | [ 15 ]               |
| 1976 | O Círculo de Giz Caucasiano                                        | Brecht                         | Grupo 4 (Teatro Aberto)                                                              | [ 15 ]               |
| 1983 | Comédia à moda antiga                                              | Alexei Arbuzov                 | Novo Grupo (Teatro Aberto)                                                           | [ 15 ]               |
| 1984 | Confissões numa esplanada de verão                                 | Tchekhov Strindberg Pirandello | Novo Grupo (Teatro Aberto)                                                           | [ 15 ]               |
| 1985 | Virgínia                                                           | Edna O'Brien                   | Teatro Experimental de Cascais (na Sala Experimental do Teatro Nacional D. Maria II) | [ 13 ]               |
| 1987 | O Jardim das Cerejas                                               | Tchekhov                       | Teatro Aberto                                                                        | [ 15 ]               |
| 1991 | Três Actos de Beckett: A Última Bandana de Krapp Balanceada Fôlego | Samuel Beckett                 | Companhia Teatral do Chiado (Teatro-Estúdio Mário Viegas)                            | [ 23 ]               |
| 1992 | Espectros                                                          | Ibsen                          | Teatro Experimental de Cascais (Teatro Municipal Mirita Casimiro)                    | [ 15 ]               |
| 1998 | O jardim zoológico de cristal                                      | Tennessee Williams             | Teatro Nacional D. Maria II                                                          | [ 15 ]               |
| 2002 | Um Mês no Campo                                                    | Anton Tchekov                  | Teatro Aberto                                                                        | [ 15 ]               |
| 2003 | Copenhaga                                                          | Ivan Turguêniev                | Novo Grupo (Teatro Aberto)                                                           | [ 15 ]               |

## Prémios e distinções
- 1944 - Prémio de Melhor Atriz de Cinema no filme Um Homem às Direitas
- 1945 - Pisou pela primeira vez o palco na Companhia de Comediantes de Lisboa (Teatro da Trindade), na peça Electra, A Mensageira dos Deuses, de Jean Giraudoux. Transitou depois para o Teatro Nacional D. Maria II (Companhia Amélia Rey Colaço - Robles Monteiro) onde permaneceu durante oito anos. Passou depois pelo Teatro de Sempre de Gino Saviotti, Teatro Nacional Popular, de Ribeirinho e no princípio dos anos 60, com Rogério Paulo, Fernando Gusmão e Armando Cortez fundou o Teatro Moderno de Lisboa, que ficou como um marco importante na história do teatro independente.
- 1959 - Prémio Lucinda Simões, para melhor intérprete feminino de teatro declamado, do SNI pelas peças O Gebo e a Sombra (Raul Brandão), O Fim do Caminho (Allan L. Martin)  e Seis Personagens Em Busca de Autor (Luigi Pirandello)[14]
- 1959 - Foi feita Dama da Ordem Militar de Sant'Iago da Espada, a 11 de julho.[24]
- 1962 - Conquistou o Prémio de Popularidade como atriz de teatro radiofónico.
- 1969 - Prémio Lucinda Simões do SNI,[14][25] e o Prémio da Imprensa pela sua interpretação em A Dança da Morte de Strindberg.
- 1984 - Prémio da revista Eles e Elas, pelo seu trabalho em Comédia À Moda Antiga de Arbuzov.
- 1985 - Prémio de Crítica em Virgínia (Vida de Virgínia Woolf) de Edna O'Brian.
- 1987 - Troféus de cinema das revistas Nova Gente e Sete, pelo seu desempenho no filme de Fonseca e Costa Balada da Praia dos Cães
- 1991 - Medalha de Mérito Cultural, da Secretaria de Estado da Cultura.[26]
- 1992 - Troféu de Prestígio, revista Sete
- 1998 - Prémio da Casa da Imprensa pelo seu trabalho em Jardim Zoológico de Cristal de Tennessee Williams.
- 1998 - Distinguida pela Federação Iberolatina Americana de Artistas Intérpretes ou Executantes pela sua trajetória profissional e humana
- 2003 - Edição do seu CD de poesia Poemas Da Minha Vida
- 2004 - Globo de Ouro (2004) de Melhor Atriz de Teatro pela peça Copenhaga.[27]
- 2004 - Interpreta a personagem de Luisa Todi num disco editado por ocasião do centenário da cantora e foi agraciada com a Medalha de Mérito Cultural dos Municípios de Cascais e de Oeiras.
- 2005 - Foi feita Grande-Oficial da Ordem do Infante D. Henrique, a 13 de maio.[24]
- 2014 - Medalha Municipal de Mérito, Grau Ouro, da Câmara Municipal de Lisboa.[28]
- 2016 - Prémio António Quadros.[12]
- 2016 - Prémio Carreira (2016) nos Prémios Sophia  da Academia Portuguesa das Artes e Ciências Cinematográficas.[29]
- 2018 - Foi feita Grande-Oficial da Ordem do Mérito, a 12 de julho.[24]

## Condecorações

### Ordens honoríficas
- Dama da Ordem Militar de Sant'Iago da Espada (11 de Julho de 1959)
- Grande-Oficial da Ordem do Infante D. Henrique (13 de Maio de 2005)
- Grande-Oficial da Ordem do Mérito (12 de Julho de 2018)

### Medalhas
- Medalha de Mérito Cultural (1991)
- Medalha de Ouro de Mérito Municipal de Lisboa (2014)